# Литров, Леа фон
Леонтина (Леа) Камилла фон Литров (нем. Lea von Littrow; 17 марта 1856, Триест, Австрийская империя — 11 мая 1925, Аббазия (ныне Опатия, Хорватия)) — австрийская художница-импрессионист.

## Биография

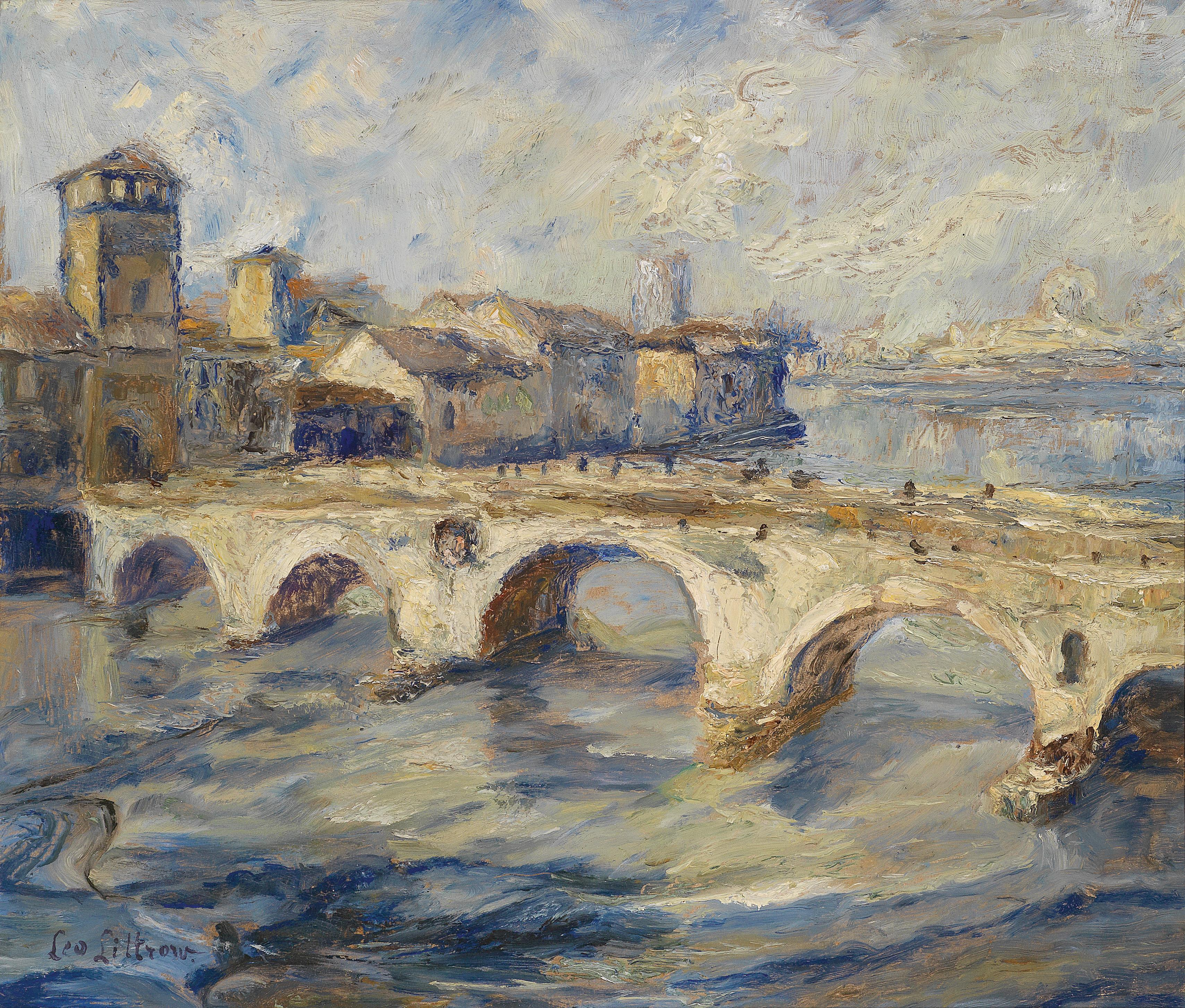
Мост в Вероне. ок. 1925

Дочь писателя Генриха фон Литрова. Внучка астронома Йозефа Иоганна Литрова, племянница выдающегося астронома Карла Людвига Литрова.
Училась живописи в Париже у художника Жана д’Альхейма. Выставляла свои работы в Женском здании в Чикаго на Всемирной Колумбийской выставке 1893 года в Чикаго, штат Иллинойс. Также представляла картины на ежегодных выставках в Доме художников в Вене, Мюнхенском стеклянном дворце и Зальцбургском художественном объединении.
Известна как пейзажист и маринист.
Полотна художницы коллекционировали коронованные особы и многие коллекционеры, в том числе Фердинанд I, принц Болгарии, эрцгерцог Австрии Карл Стефан и наследная принцесса Австрии Стефания, с которыми она переписывалась и дружила на протяжении всей своей жизни.

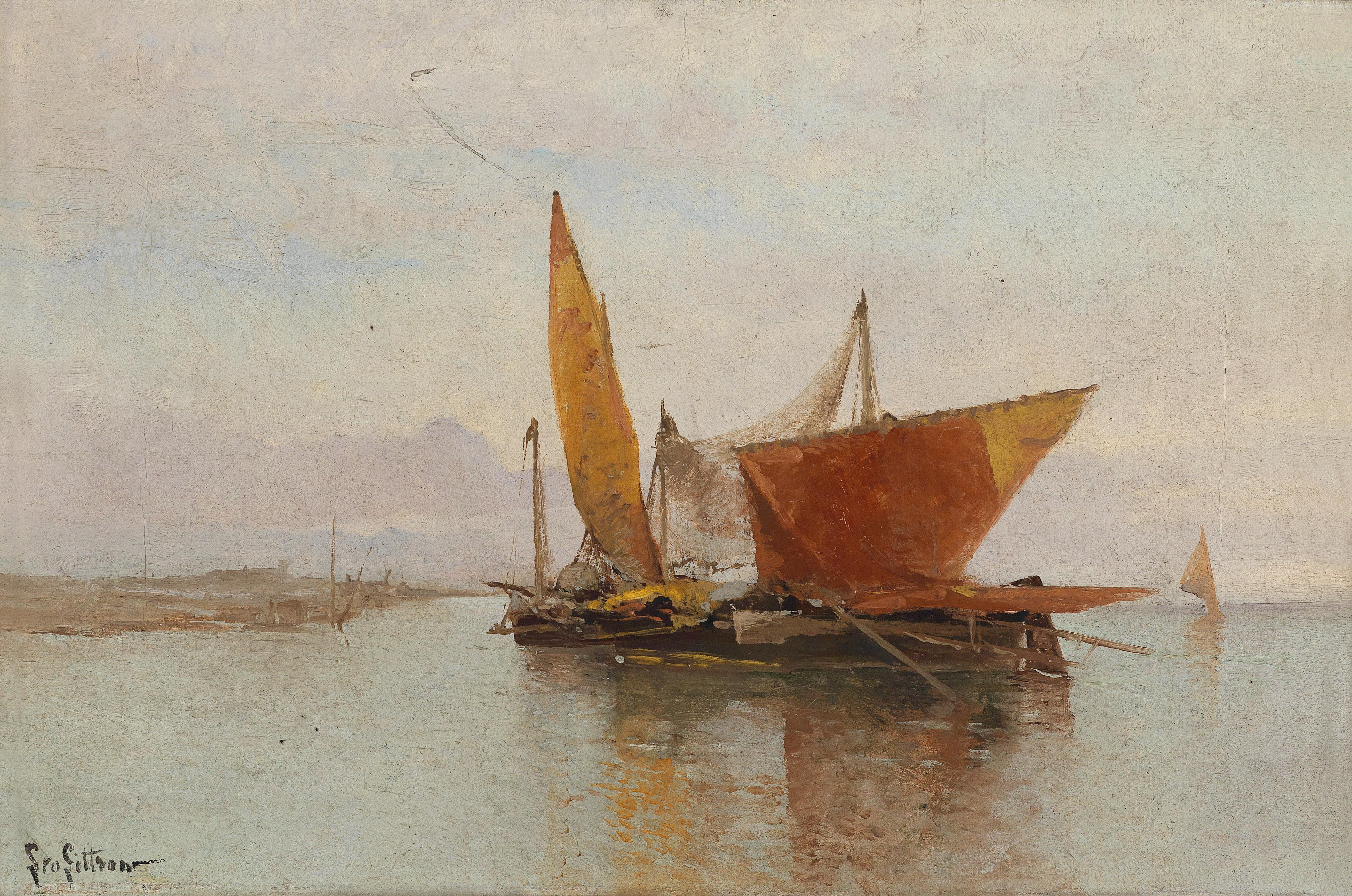
Морской пейзаж
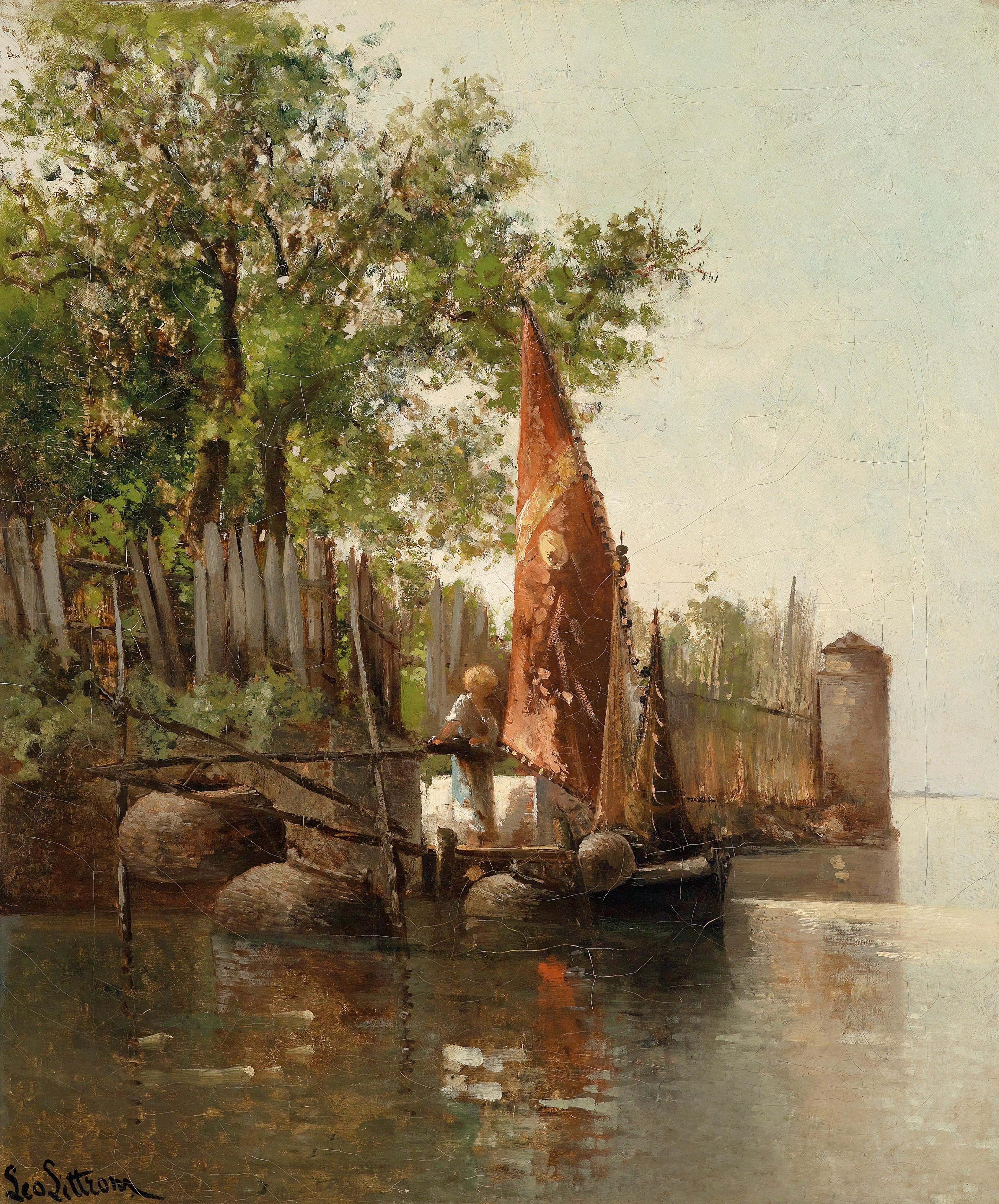
Лагуна у Венеции
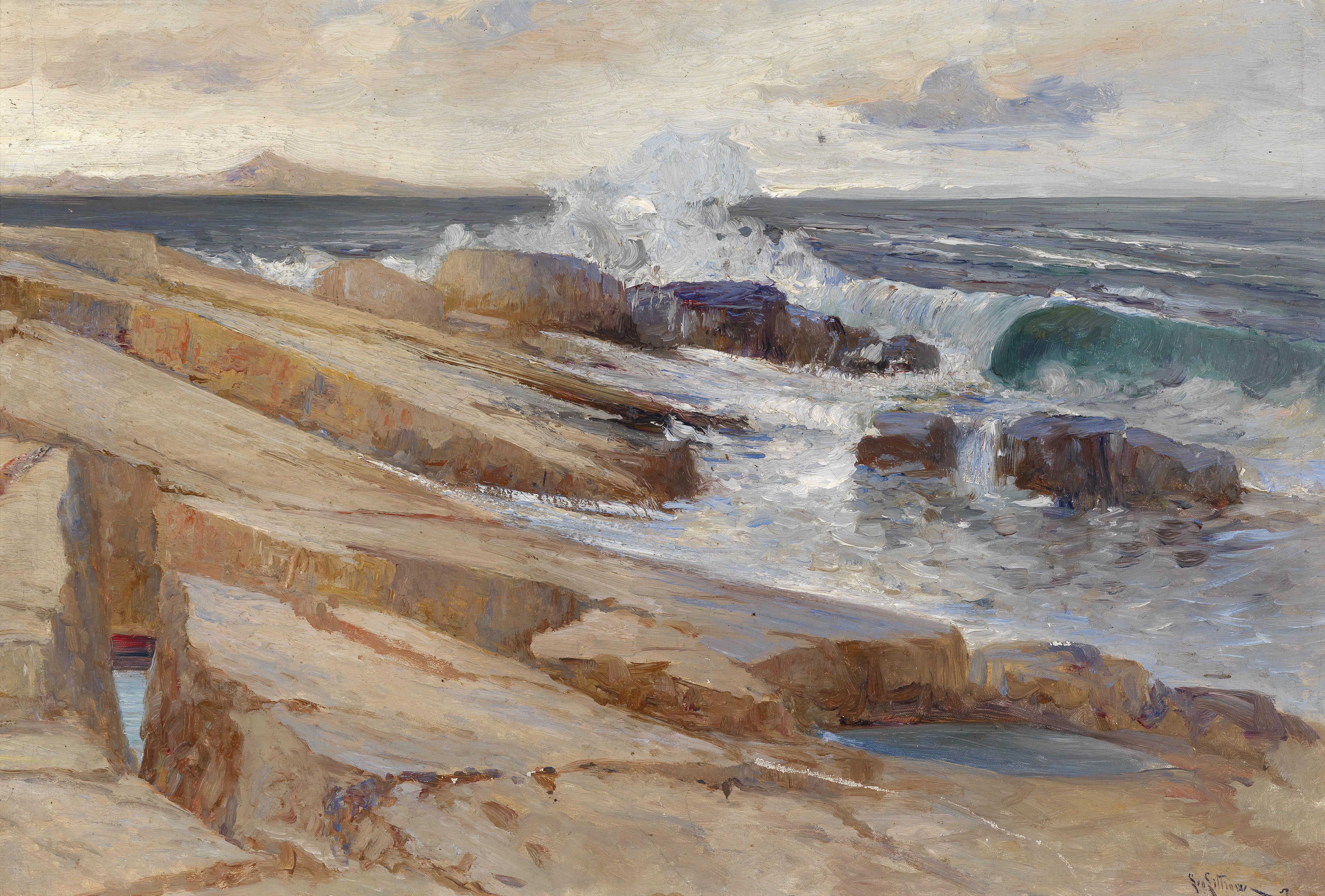
Прибрежный пейзаж близ Рагузы, около 1914 г.
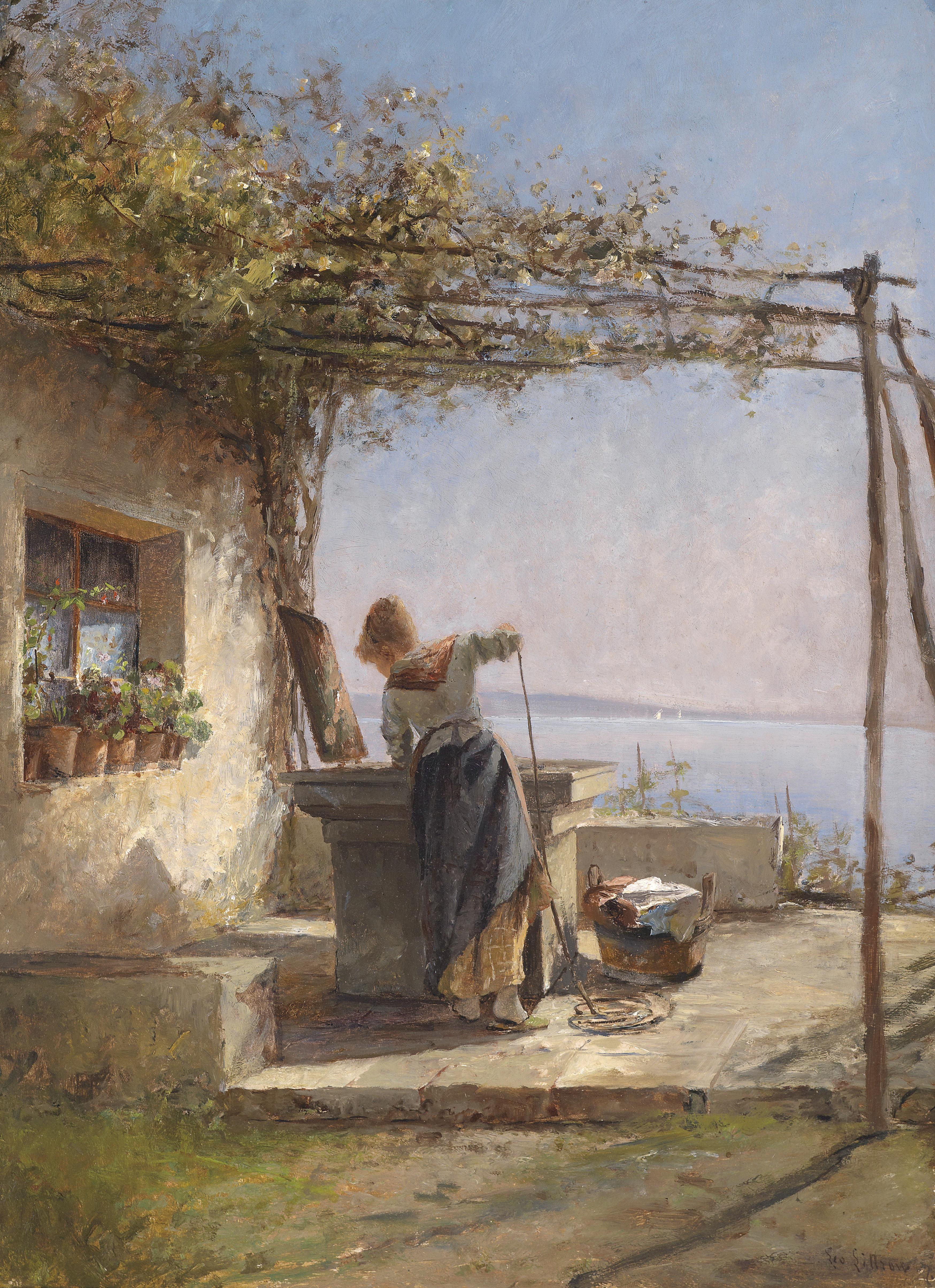
Прачка у фонтана, не позднее 1925 г.